# Município de Miami (condado de Hamilton, Ohio)
O município de Miami (em inglês: Miami Township) é um município localizado no condado de Hamilton no estado estadounidense de Ohio. No ano de 2010 tinha uma população de 15.757 habitantes e uma densidade populacional de 257,49 pessoas por km².

## Geografia
O município de Miami encontra-se localizado nas coordenadas 39° 09′ 54″ N, 84° 44′ 24″ O. Segundo a Departamento do Censo dos Estados Unidos, o município tem uma superfície total de 61.19 km², da qual 58.62 km² correspondem a terra firme e (4.2%) 2.57 km² é água.

## Demografia
Segundo o censo de 2010, tinha 15.757 habitantes residindo no município de Miami. A densidade populacional era de 257,49 hab./km². Dos 15.757 habitantes, o município de Miami estava composto pelo 97.3% brancos, o 0.81% eram afroamericanos, o 0.18% eram amerindios, o 0.41% eram asiáticos, o 0.01% eram insulares do Pacífico, o 0.16% eram de outras raças e o 1.13% pertenciam a dois ou mais raças. Do total da população o 0.78% eram hispanos ou latinos de qualquer raça.